# Anthracosaurus
Anthracosaurus (Anthracosaurus russelli) is een geslacht van grote uitgestorven tetrapoden, dat leefde in het Boven-Carboon (ongeveer 310 miljoen jaar geleden). Zijn resten werden gevonden in Schotland en Engeland.

## Een "salamander" van drie meter lang
Dit dier was een van de grootste roofdieren van zijn tijd en had een langwerpig en robuust lichaam, waarvan aan de zijkanten korte ledematen uitstaken. De langwerpige staart was nogal afgeplat en voorzien van een rand die nuttig kon zijn om door het dichte water te bewegen, dat de voorkeursomgeving van dit dier zal vormen. De schedel was zeer robuust en uitgerust met lange en conische tanden, vergelijkbaar met dolken, waarmee Anthracosaurus vis, zijn gebruikelijke prooi, greep. De drie meter lange Anthracosaurus werd verondersteld op een gigantische salamander te lijken, die zich waarschijnlijk met slingerende bewegingen in de Carboon-moerassen verplaatste (de naam Anthracosaurus betekent 'koolhagedis').

## Tussen amfibieën en reptielen
Anthracosaurus behoort tot een groep dieren (vergelijkbaar in uiterlijk met die van amfibieën) bekend als Embolomeri, die leefde tussen het Carboon en het Perm en die eens gegroepeerd met de Temnospondyli onder de verzamelnaam Labyrinthodontia, daarna in onbruik is geraakt. Sommige kenmerken van de Embolomeri lijken sterk op die van basale reptielen en door veel wetenschappers worden ze samen met de Seymouriamorpha en Diadectomorpha geclassificeerd in de grote groep Reptiliomorpha.